# Boulangismo
Boulangismo (francês: boulangisme ou la Boulange) foi um movimento político francês do final do século XIX (1886-1891) que constituiu uma ameaça para a Terceira República Francesa. Seu nome deriva do general Georges Boulanger, posteriormente ministro da Guerra, que tornou-se muito popular por suas reformas e perturbou o governo por seus discursos bélicos.
Boulanger se tornou um novo herói nacional porque evitou uma possível guerra germano-francesa por sua atuação no caso Schnaebelé. O governo o exonerou do cargo de Ministro da Guerra em 1889, o que levou Boulanger a declarar a luta para a Terceira República. Segundo Mommsen, Boulanger tornou-se o porta-voz dos grupos descontentes da sociedade. Ele formou uma coalizão de grupos heterogêneos sob a bandeira de um nacionalismo fanático e de sua pessoa. Para impedir Boulanger de chegar legalmente ao poder, o governo modificou a lei eleitoral e iniciou um processo legal contra Boulanger e seus seguidores. Diante dessa situação, Boulanger fugiu para a Bélgica e o movimento, privado de seu líder, entrou em colapso. Mais tarde, em 1891, Boulanger cometeu suicídio.[carece de fontes?]